# Andamanspillkråka
Andamanspillkråka (Dryocopus hodgei) är en hotad fågel i familjen hackspettar som enbart förekommer i de indiska Andamanöarna. Beståndet är litet och i minskande, varför den anses vara utrotningshotad.

## Utseende
Andamanspillkråkan är en huvudsakligen svartaktig hackspett med en kroppslängd på 38 cm. Hanen har en röd hjässtofs och rött mustaschstreck, medan det röda är begränsat till bakre delen av hjässan hos honan. Den skiljer sig från vitbukig spillkråka (D. javensis) genom tydligt mindre storlek, avsaknad av vitt på buken och skiffergrå snarare än svart fjäderdräkt.

## Läte
Andamanspillkråkans läte är ett ljudligt tjattrande "kuk kuk kuk" som avslutas med en vissling "kui". Även vassa "kik, kik, kik" kan höras. Fågeln trummar högljutt och vittljudande.

## Utbredning och systematik
Fågeln förekommer i vintergröna skogar på Andamanerna i Bengaliska viken, tillhörande Indien. Den behandlas som monotypisk, det vill säga att den inte delas in i några underarter. Tidvis har den behandlats som underart till vitbukig spillkråka (D. javensis), men behandlas numera vanligen som egen art, vilket stöds av genetiska studier.

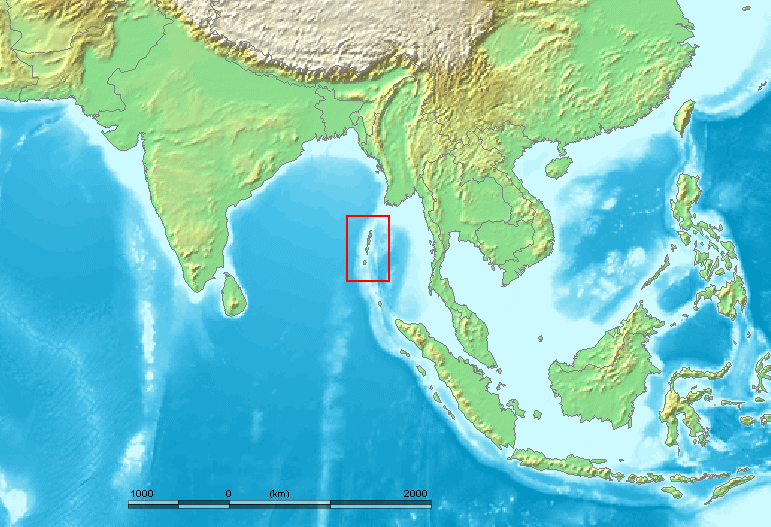
Fågeln är endemisk för Andamanöarna öster om Bengaliska viken.

## Levnadssätt
Andamanspillkråkan förekommer i städsegrön och delvis städsegrön skog, men även i öppna områden med spridda stånd med större träd. Den hittas huvudsakligen i låglänta områden.

## Status och hot
Eftersom arten är begränsad till låglänta områden tros arten ha en liten världspopulation på endast 1000–2500 vuxna individer. Den misstänks också minska i antal till följd av habitatförlust. Internationella naturvårdsunionen IUCN kategoriserar därför arten som sårbar.

## Namn
Fågelns vetenskapliga artnamn hedrar en S. Hodge (1792-1876), kapten i Royal Navy som var stationerad i Andamanöarna 1860.